# Opération terrestre
Les opérations terrestres sont les opérations militaires menées par les troupes au sol.  On distingue généralement :
- les opérations offensives
- les opérations défensives
- les opérations spéciales

## Opérations offensives
- Marche à l'ennemi : progression précédée par une avant-garde avec sureté latérale par des flanc-gardes
- Attaque 
  - Attaque frontale : attaque sur front large avec effort principal peu marqué
  - Attaque de rupture : concentration maximale de moyens pour percer une ligne de défense sur un front étroit
  - Enveloppement : percée suivie d'un mouvement de contournement
  - Double enveloppement : percée en deux points pour prendre l'ennemi en tenaille
- Exploitation : action consistant à approfondir l'objectif atteint après une attaque
- Poursuite : action consistant à maintenir la pression sur un ennemi qui se replie afin de l'empêcher de se rétablir

## Opérations défensives
- Défense d'arrêt ou défense ferme : défense d'une position sans intention de repli
- Défense mobile : défense avec repli sur des positions successives afin de canaliser l'ennemi et de favoriser une contre-attaque
- Contre-attaque : action offensive pour rétablir une position défensive entamée par l'ennemi
- Manœuvre retardatrice : action consistant à ralentir la progression de l'ennemi afin de gagner du temps
- Jalonnement : action consistant à surveiller la progression ennemie tout en ouvrant le feu à grande distance

## Opérations spéciales
- Raid : attaque suivie d'un repli
- Franchissement de cours d'eau